# Bill Posey
William Joseph Posey, detto Bill (Washington, 18 dicembre 1947), è un politico statunitense, membro della Camera dei Rappresentanti per lo stato della Florida dal 2009 al 2025.

## Biografia
Nato a Washington, Posey si trasferì in Florida da bambino per via del lavoro del padre alla NASA.
Dopo aver ottenuto un lavoro come agente immobiliare, Posey si dedicò alla politica con il Partito Repubblicano e venne eletto all'interno del consiglio comunale della sua città. Nel 1993 fu eletto all'interno della legislatura statale della Florida, dove rimase fino al gennaio del 2009, quando approdò alla Camera dei Rappresentanti. Fu poi riconfermato nelle successive tornate elettorali.
Posey si configura come un repubblicano molto conservatore ed è stato il promotore di un disegno di legge secondo il quale il Presidente degli Stati Uniti d'America è obbligato a fornire una copia del proprio atto di nascita. Il disegno è una conseguenza delle teorie cospirative sulla reale cittadinanza di Barack Obama.